# SN 2008et
SN 2008et – supernowa typu II odkryta 9 sierpnia 2008 roku w galaktyce E283-G04. W momencie odkrycia miała maksymalną jasność 16,40m.